# SN 1999ct
SN 1999ct – supernowa typu Ia odkryta 13 czerwca 1999 roku w galaktyce A131304+4615. W momencie odkrycia miała maksymalną jasność 20,80m.